# Walter Schlick
Walter Schlick (* 14. April 1904 in Kirchardt, Deutsches Reich; † 1944) war ein deutscher Maler und zuletzt auch Filmarchitekt.

## Leben und Wirken
Der aus dem Landkreis Heilbronn stammende Schlick erhielt von 1923 bis 1928 seine künstlerische Ausbildung an der Akademie im nahe gelegenen Karlsruhe und fing anschließend an als Maler, Themenschwerpunkte: Landschaften und Stillleben, zu arbeiten. Zu Beginn des Zweiten Weltkriegs wechselte Schlick in die Filmbranche und begann für die Münchner Bavaria Filmkunst (in München und Prag) Bauten zu entwerfen. Dabei war er zumeist erfahreneren Filmarchitekten wie Robert A. Dietrich, Ludwig Reiber, Hans Sohnle und Julius von Borsody untergeordnet. Nach seiner Mitarbeit an G. W. Pabsts ambitionierter Paracelsus-Filmbiografie endete Schlicks intensive wenngleich kurzlebige Kinotätigkeit. Ob er anschließend eingezogen wurde und 1944 fiel, ist derzeit nicht zu klären.

## Filmografie (komplett)
- 1939: Seitensprünge
- 1939: Alles Schwindel
- 1939: Fahrt ins Leben
- 1940: Alles Schwindel
- 1940: Golowin geht durch die Stadt
- 1940: Was will Brigitte?
- 1940: Der Herr im Haus
- 1940: Im Schatten des Berges
- 1941: Hauptsache glücklich
- 1941: Jenny und der Herr im Frack
- 1942: Das große Spiel
- 1942: Der Hochtourist
- 1942: Ein Zug fährt ab
- 1943: Paracelsus